# Phyllothelys malayae
Phyllothelys malayae är en bönsyrseart som beskrevs av Wood-mason 1889. Phyllothelys malayae ingår i släktet Phyllothelys och familjen Mantidae. Inga underarter finns listade i Catalogue of Life.